# スピーシーズ 種の起源
『スピーシーズ 種の起源』（スピーシーズ しゅのきげん、原題: Species）は、1995年に公開されたアメリカ合衆国のSFホラー映画。

## 概要
この映画は1987年に脚本家のデニス・フェルドマンが構想を抱き、警察がエイリアンを追うポリス・プロシーデュラル物の『メッセージ』と題した脚本を書きあげた。しかしこの脚本は、どこのスタジオも興味を示さなかったため、設定やドラマを練り直した結果、MGMの配給で映画化に結び付いた（詳細は#製作の項を参照）。
アメリカで公開された『スピーシーズ 種の起源』は評論家から賛否両論の批評を受けたが、様々なタブロイド紙や若者向け雑誌で、新人女優ナターシャ・ヘンストリッジのヌードを宣伝に使ったこともあって興行的には成功。全世界で1億1,330万ドル（2023年の紙幣価値で2億2,700万ドル）もの収益を上げ、続編映画やノベライゼーション、ダークホースコミックス社のコミック化など様々なフランチャイズ展開を果たした。

## ストーリー
地球人のDNAや地球の人口などを含むアレシボ・メッセージが、1974年に地球の天文台から発信された。それから20年近くを経た1993年に、宇宙の知的生命体より返信があった。その信号は、無尽蔵にエネルギーを生み出す技術と、人類の改造も可能な新たなDNAの結合情報であった。科学者たちはメッセージを送って来た異星人が友好的と考え、未知のDNAをヒトの卵子と結合させる実験を行なう。受精に成功した個体は急成長を遂げ、短期間で人間の少女の外見に育った。SIL（シル）と名付けられた生命体は、ダグウェイにある研究所の責任者フィッチの判断のもと、毒ガスで処分されることになった日に研究所から脱走。フィッチはシル追跡のため、生物学者のローラ、人類学者のアーデン、霊能力者のダン、傭兵あがりの解決屋プレスを招集した。
列車に乗って逃亡中の少女型シルは、客室内で蛹になって成人女性の姿へ変態。乗務員の服を奪ってロサンゼルスで降車したシルは、交尾相手を求めて街を歩く。死体が見つかった列車内にある蛹か繭のような痕跡から、ローラとアーデンは、シルが昆虫のように大人に変身していると推測した。その後、ホテルを手配しその日の夜の大学病院の実験室で新たなエイリアンを生み出す途中、カメラの電気が切れてしまい、ローラとプレスが電池交換をし終えたとたん、細胞が増殖し始め、フィッチから失敗作とみなしたエイリアンの始末を要求、プレスは無事に始末をし終えるが、エイリアンは絶命しておらず万事休す。規則に則るフィッチとプレスたちを出させようとするダンとアーデンが対立し、ダンがフィッチともみあいになったすきを突いたアーデンがドアのロックを解除しプレスとローラは九死に一生を得た。
時を同じくして男性が多く集まるクラブに向かったシルは、ナンパされた男の家へ行くものの、セックスを迫った男を本能的に拒絶して殺害。事件現場に急行したプレスたちは、男の部屋から糖尿病患者が使うインスリン薬品を発見し、シルが持病のない純粋な遺伝子だけを求めていることに気が付く。
ナイトクラブ付近で金髪の美女と遭遇したダンは、霊能力でその女がシルであることに気付き、仲間を呼んで車で追跡する。シルは誘拐した女性を乗せたまま、車を高圧変圧器に激突させ、事故死を偽装。ダン以外のメンバーは、シルが死んだと思い気を緩める。事故直前の車から飛び降りていたシルは、容姿を変えるためヘアカラーでブロンドの髪をブルネットに染め、プレスたちが宿泊するホテルに忍びこんだ。ホテルのバーから戻って来たアーデンは、部屋で美女が待っていたことに驚きつつも、彼女の誘いに応じてセックスを始める。避妊しなくて良いか確認するアーデンを無視して、シルは全裸になって彼に跨った。
自室で休んでいたダンは胸騒ぎを感じ、すぐ近くにシルが来ていることを察知。アーデンの部屋で2人がセックス中だと確信して、プレスとローラを呼びに行くが、すでにシルは性器内に射精を受けている最中だった。余韻に浸っているアーデンに、ブルネットの美女は「始まったわ」と受精したことを告げる。アーデンは冗談と思って笑い飛ばすものの、その下腹部の中で胎児が動きだしていた。シルと交尾してしまったことに気付いたアーデンは、正体を現わしたシルに殺される。壁を突き破って逃亡したシルは、ホテル地下の下水道へ逃げ込んだ。
フィッチを先頭に、プレスやダン、ローラは下水道に降りてシルを追う。エイリアン形態に変身したシルはフィッチを殺害したあと男児を産み落とし、シルの子供はダンを襲って異形の姿に変身した。エイリアン化した子供をダンが火炎放射器で返り討ちにすると、油が満ちていた地下の洞窟内は炎に包まれた。子供を殺されて怒り狂うシルの猛攻をかわしつつ、プレスはその頭部をショットガンで狙い撃つ。シルの遺体は燃えさかる炎の中に落ちて行き、ようやく恐ろしい事件は終わったかに見えたが、シルの触手を食べたネズミが、その因子に感染していた。

## 登場人物

### 主要人物
ザビエル・フィッチ
演 - ベン・キングズレー
ユタ州の国立研究所所長。
"シル"を生み出した研究所のトップ。シルの凶暴性を恐れてガスで処分しようとしたが、脱走されてプレスらを招集した。育ててきたシルの処分決定を下したことには、若干の罪悪感を抱いていた。その一方で、規則と称してプレスとローラを閉じ込めたりするなどワンマンぶりが目立つ。プレスたちと共にシルの追跡に同行するものの、ホテル地下の下水に逃げ込んだシルの探査中にダンのあやふやな霊能力に見切りをつけ1人でシルを探査しているところを、エイリアン形態のシルに水中に引きずり込まれて殺された。
『スピーシーズ3 禁断の種』に登場するアボット博士は、フィッチの助手という設定。
プレストン・レノックス
演 - マイケル・マドセン
ニックネームはプレス。ニヒルな性格で、強運の持ち主。フリーの問題解決屋を自称しているが、本当の職業は「世間で大っぴらに話せる仕事じゃない」と言っている。召集される前、飼い猫を近所の老婆に預けている。"シル"討伐がきっかけでローラと知り合い、後に恋仲となってベッドを共にする。
続編『スピーシーズ2』にも登場。民間警備会社を設立して社長職に就いている。
スティーヴン・アーデン
演 - アルフレッド・モリーナ
ハーバードの人類学者。
陽気で女好きだが、プレスに負けず劣らずのニヒル。ローラに好意を持っても全く相手にされず、連れがいるとは知らずに女性をナンパするなど女運が悪い。自分の客室に忍びこんでいたブルネットヘアの美女と性交をした結果、その女性がシルであることに気づくも時すでに遅く、殺害された。
ダン・スミスソン
演 - フォレスト・ウィテカー
霊能力者。招集されたメンバーで唯一のアフリカ系アメリカ人。
細心かつ用心深い性格。犯罪の現場や証拠物件を見て、犯人の動機を当てる形で警察の捜査に貢献していた。しかし霊能があることで周囲からは変人扱いされ、カウンセリングでその悩みを話している。初対面のプレスを見ただけで、彼の仕事を「人を狩る殺し屋だ」と看破した。
ローラ・ベイカー
演 - マーグ・ヘルゲンバーガー
分子生物学者。
理知的なキャリアウーマンだが、時折アグレッシブな行動を取る。シルの追跡を通してプレスと深い仲となった。シルの犠牲者の自宅トイレで生理の血痕を見つけ、シルが子供を作れる身体になったことに気付いた。終盤、研究者仲間のアーデンとフィッチを失うも、プレスとダンと共に生還を果たす。
続編『スピーシーズ2』にも登場。軍の研究所でシルのクローン "イヴ"を作り出す。
シル
演 - ナターシャ・ヘンストリッジ（少女時：ミシェル・ウィリアムズ）
人間の卵子と未知のDNAを結合させて誕生した生命体。
フィッチの手で毒殺されそうになるが、少女の姿で研究所を脱走。逃亡中に蛹となって成人女性に変態した。怪物の姿になった自分の悪夢を度々見て、何のために生まれたのか、自分が誰でどこから来たのか存在意義に悩む。良心の呵責や善悪を判断する道徳観を持たないため、自分の障害になるものは感覚的に排除する。持病などで遺伝的問題を抱える男性を察知する本能がある。
シル（エイリアン形態）
演 – ダナ・ヒー 声: フランク・ウェルカー
身長5フィート10インチ（1.8m）、体重145ポンド（推定66kg）。身体の部分的損傷は短時間で自己修復が可能。先端に棘のある長い舌を相手の口内に突き入れ、喉や頭部を粉砕する。乳首の部分から伸びる触手は攻撃にも使える。性交（交尾）は人間の女性同様、膣を使うが、出産は左右に開いた胸部から行なう。歯は2列になっており、内側の歯は剃刀のように鋭い。

### その他
酔っぱらいの女
演 - キャロライン・バークレー
シルが訪れたクラブでシルに声をかけた若者の男性を誘惑した後、「恋と戦争は何でもあり」とシルにとって癪に障る発言をしたがために、個室トイレで用を足していたところを背後から襲われ、背骨を引き抜かれて殺害される。
ロビー
演 - アンソニー・ギデラ
シルが訪れたクラブでシルに声をかけられた女好きの男性。シルを自宅に招待して、シャワーを浴びた後、自身が糖尿病持ちであることを本能で察知したことが理由でシルに拒絶したことに腹が立ちこのままキスをするが、彼女の長い舌によって喉を貫通され殺害される。
ジョン・ケアリー
演 - ウィップ・ヒューブリー
シルが交通事故に巻き込まれた現場に居合わせた男性で、自身の保険証を使って彼女を診断させるが、何事もなかったように回復した彼女を自宅に招待。プールでいちゃついているところをプレス達の来訪に気づいたシルの手で殺害されてしまう。
シルの息子
演 – カーティス・ブロー
アーデンと性交したシルが、彼の精液を注がれてすぐ受精した子供。コンセプト・アートでは、“Boy-Sil”の意味からBilと命名されている。出産から短時間で1～2歳の男児ほどに成長した。エイリアンに変身後はデザイン時から片目がなくなり、半透明の片腕と両脚は異様に長く、すでに陰茎は大きくなっている

## キャスト
| 役名                   | 俳優                       | 日本語吹き替え | 日本語吹き替え | 日本語吹き替え |
| 役名                   | 俳優                       | ソフト版 | テレビ朝日版 |                |
| ---------------------- | -------------------------- | --- | --- | -------------- |
| ザビエル・フィッチ     | ベン・キングズレー         | 津嘉山正種 | 小川真司 |                |
| プレス・レノックス     | マイケル・マドセン         | 大塚明夫 | 山路和弘 |                |
| スティーヴン・アーデン | アルフレッド・モリーナ     | 山路和弘 | 家中宏 |                |
| ダン・スミスソン       | フォレスト・ウィテカー     | 堀内賢雄 | 中博史 |                |
| ローラ・ベイカー       | マーグ・ヘルゲンバーガー   | 岡村恭子 | 高島雅羅 |                |
| シル                   | ナターシャ・ヘンストリッジ | 湯屋敦子 | 日野由利加 |                |
| 少女シル               | ミシェル・ウィリアムズ     | 津村まこと | 大坂史子 |                |
| エイリアン・シル(声)   | フランク・ウェルカー       | | |                |
| 助手                   | ジョーダン・ランド         | 福田信昭 | 長克巳 |                |
| その他                 | N/A                        | 楠大典、鈴木れい子 水野龍司、金尾哲夫 咲野俊介、岩田安生 佐藤しのぶ、仲野裕 巴菁子、火野カチコ 佐久田修、坪井智浩 塚田正昭、麻丘夏未 | 中田和宏、片岡富枝 さとうあい、後藤敦 寺内よりえ、古澤徹 佐藤しのぶ、茶風林 田原アルノ、大川透 宮寺智子、幹本雄之 岡本章子、遠藤純一 |                |
| 日本語版制作スタッフ   |                            | | |                |
| 演出                   | N/A                        | 加藤敏 | 蕨南勝之 |                |
| 翻訳                   | N/A                        | 岡枝慎二（字幕） 新村一成（吹替） | 武満眞樹 |                |
| 調整                   | N/A                        | 田中和成 | 山田太平 |                |
| 効果                   | N/A                        | | リレーション |                |
| 編集                   | N/A                        | オムニバス・ジャパン | |                |
| プロデューサー         | N/A                        | 貴島久祐子 | 高橋由佳 |                |
| 制作                   | N/A                        | 東北新社 ワーナー・ホーム・ビデオ | ムービーテレビジョン ViViA |                |
| 初回放送               | N/A                        | 2011年9月7日 『午後のロードショー』                                                                                                  | 1999年2月7日 『日曜洋画劇場』 |                |

- 再放送ではテレビ朝日版の音源が使用されている。

## スタッフ
- 製作 - フランク・マンキューソ・ジュニア[2]、デニス・フェルドマン（英語版）[2]
- 監督 - ロジャー・ドナルドソン[2]
- 脚本 - デニス・フェルドマン[2]
- 撮影 - アンジェイ・バートコウィアク[2]
- 編集 - コンラッド・バフ[2]
- 音楽 ‐ クリストファー・ヤング[2]
- 美術 - ジョン・ムート[2]、イーロイ・ロバート[3]
- キャラクター・デザイン - H・R・ギーガー[3]
- 衣装デザイン -　ジョー・I・トンプキンス[2]
- “シル” パペット・メカニカル・デザイン - ロバート・ニュートン[3]、トッド・ミノベ[3]
- エイリアン セックス・シークエンス・デザイン - ビル・ウィーガー[3]
- 特殊効果/特殊メイク - スティーヴ・ジョンソン（英語版）[2]
- ビジュアルエフェクツ・スーパーバイザー - リチャード・エドランド[2]
- スタント・コーディネーター - マックス・クレヴェン[3]、グレン・ランドール・ジュニア[3]
- 配給 - メトロ・ゴールドウィン・メイヤー[3]
- 字幕 - 岡枝慎二[2]

## 製作
脚本家のデニス・フェルドマンは、CIAエージェントとエイリアンが絡むSFコメディ『キツイ刑事(デカ)』を制作していた1987年に『スピーシーズ』のアイデアを思い付いた。地球人は宇宙に向けてアレシボ・メッセージを送信してきたが、これは潜在的な宇宙の捕食者にみすみす情報を中継する、不注意な行為ではないかとフェルドマンは考えたのだ。「“彼ら”に私たちを見つけてもらうためには、地球への道順を教えなければならない。が、自然界では捕食者に自分の隠れている場所を知らせたくない種もあるはずだ。我々はこの惑星であまりにも優位に立ち過ぎたため、地球人もそういう種のひとつだということを忘れてしまった。自分たちを捕食するかも知れない生命体に、自分の居場所を放送するのは危険なことだ」とフェルドマンは話す。
そこで『メッセージ』という仮題の脚本が作られた。政府によって中止されたプロジェクトで、遺伝子学者に作られたエイリアン。プロジェクトに携わった生物学者が、警察関係者と組んで。そのエイリアンを捜索するという脚本だった。フェルドマンはコンセプトの信憑性に疑問を持ち、主人公を政府のチームに変更した。フェルドマンが脚本づくりのために行なったリサーチはカリフォルニア大学ロサンゼルス校に始まり、地球外知的生命体探査（SETE）の科学者との対話、ソーク生物化学研究所でヒトゲノム計画に取り組む研究者と話すなど多岐に渡った。『メッセージ』は複数の映画会社にオファーを出したが、全て断られた。
1993年、フェルドマンはスペック・スクリプト（※発注者が存在しないまま書かれる脚本）としてアイデアを練り直し、この脚本は『13日の金曜日』シリーズのプロデューサー、フランク・マンキューソ・ジュニアに送られた。マンキューソ・ジュニアは脚本に込められた、信憑性とは何かを可能な限り推し進める情熱に魅了された。MGMがこのプロジェクトに興味を持ち、フェルドマンは予算面で意見の相違はあったものの、他のスタジオも検討した後、MGMと契約した。『スピーシーズ』と改題されたこの企画は、SFとスリラーの融合に興味を抱いたロジャー・ドナルドソンが監督することになる。脚本は8カ月かけて8回も改稿され、ドナルドソンはストーリー上の論理の欠陥が修正されたことに満足した。

## エイリアン“シル”の創造
H・R・ギーガーの著書『ネクロノミコン』を読んだドナルドソンは、本作のクリーチャー・デザインにはギーガーがもっとも適任だと考え、マンキューソ・ジュニアと共にギーガーが住むスイスに渡った。マンキューソ・ジュニアは「私たちは彼女（シル）を恐ろしくしたかった。同時に怪物の姿になった彼女には優雅さや優美さも必要で、それを実現できるのはギーガーしかいなかった」と語る。ギーガーは病気の母の看病でスイスを離れられず、ロサンゼルスの制作現場に同行することは出来なかったが、自分のスタジオでシルのモデルを作ったり、映画の進行にあわせてスケッチやエアブラシで描いた絵をFAXで送った。ギーガーが紙の上でシルを完成させると、視覚効果スーパーバイザーのリチャード・エドランドと特殊効果及びアニマトロニクス・デザイナーのスティーヴ・ジョンソンが、シルのイメージを映画に反映させるための青図となった。 
撮影現場で使うシルの実用モデルは、スティーヴ・ジョンソンと彼のスタジオによって作られたが、同社は『ポルターガイスト2』でギーガーのデザインを立体化した経験があったため、作業は順調だった。シルは「外側はガラスのように透明で、内側はカーボンで黒い」という身体だった。スティーヴの工房XFXは、かつてジェームズ・キャメロン監督の『アビス』で取り組んだエイリアンを参考に、半透明の皮膚の女性エイリアンを制作した。エイリアン形態のシルは、交換可能な腕、頭部、胴体を備えた全身アニマトロニクスの物と、アクターが実際に着用するボディスーツの両方が用意されている。50ショット以上のCGI作業のために雇われたリチャード・エドランドのボス・フィルム・スタジオは、動きをデジタルに変換するセンサーを備えた２フィート（約60cm）のシルの電動人形を使い、昔は3週間もかかっていた作業を1日で実現できるようにした。
本作が他の映画、特に『エイリアン』シリーズと類似点があることに懸念を抱いていたギーガーは、マンキューソ・ジュアニアに５つの類似点を指摘するFAXを送った。シルが胸部から出産する場面がチェストバスターを連想することを始め、口内からパンチ状に射出する舌、繭になって変態すること、火炎放射器の使用、そしてデザイン担当がギーガー自身であるなど。特に大きな論点になったのはシルとのラストバトルで、ギーガーはそれが『エイリアン3』と『ターミネーター2』のクライマックスシーンに似ていると考えた。SFホラーの最後の戦いに火炎放射器や炎は何度も使われていたじゃないかとスタッフは思ったが、最終的にシルを倒す方法はヘッドショットとなり、ギーガーもこのアイデアを受け入れた。

## 撮影
撮影は主にロサンゼルスで行なわれ、サンセット・ストリップ、シルバーレイク、パシフィックパリセーズ、ハリウッドヒルズ、ビルトモア・ホテルなどがロケに使われた。劇中に登場するナイトクラブは、ハリウッドの大劇場パンテージ・シアター内に建てられ、ドジャー・スタジアムの上にある公園エシリアンパーク近くの丘は、シルが死亡を偽装するカーチェイスと衝突場面に使われている。映画終盤に出てくるホテル地下の下水設備と、タールで満たされた洞窟は、美術スタッフの手でセットが作られた。ドナルドソンは下水施設に迷路のような雰囲気を求め、プロダクション・デザイン担当のジョン・ムートは意図的に現実の下水場よりも広く高く設計して歩道も設けた。トンネル状の洞窟は火災の炎に耐えられるように、構造用鋼や石膏、コンクリート、金属棒を使って造られた。

## 興行
『スピーシーズ』は1995年7月7日に全米で劇場公開された。週末のオープニング興収は1,710 万ドルで、当時の興行成績では『アポロ13』に次ぐ第2位となり、MGM映画史上最大の興行収入となった。
製作費3,500万ドルの本作は、米国での6,000万ドルを含め、全世界で1億1,300万ドルの収益を上げた。この大成功を受けてフランチャイズ化を果たし、同じキャラクターや、その関係者が登場する続編『スピーシーズ2』（Species II）、『スピーシーズ3 禁断の種』（Species III）、登場人物と世界観を一新した『スピーシーズ4 新種覚醒』（Species – The Awakening）が製作された。マイケル・マドセンとマーグ・ヘルゲンバーガーは同じ役柄で第2作まで、ナターシャ・ヘンストリッジは第3作まで出演している。

## 評価
レビュー収集サイトのRotten Tomatoesでは73件のレビューに基づき、42%の支持率を集め、平均評価は5.30/10となっている。同サイトの総意は「『スピーシーズ 種の起源』は、独創的な方法でエクスプロイテーションとSFホラーを融合させる可能性を垣間見せているが、最終的にはナターシャ・ヘンストリッジの裸を前面に出すことに主眼を置いている」というもの。Metacriticでは25人の批評に基づいて、100点満点中49点の加重平均スコアを獲得しており、「賛否両論または平均的なレビュー」を示した。
映画評論家ロジャー・イーバートは4つ星のうち2つを与え、短期間で10歳から21歳に急成長するシルが、映画の終盤に老衰で死ぬことがない筋書きを批判した。「半分エイリアンで半分人間のシルが、知性でなく本能に突き動かされ、自分は何者なのか？ と自問する脚本には、この映画が面白い方向に進む可能性を示唆している」と、イーバートは一定の評価も下している。『ボックスオフィス』誌のクリスティン・ジェームズは「キャラクター設定からサスペンス、独創性まで、あらゆる面でがっかりさせられる。『エイリアン』と『V』と『スプラッシュ』に、『プレイボーイ』のエロティックファンタジーを合わせたような、漠然とした的外れで退屈なものだ。シルの性格と彼女の二面性、裏切られたことへの恐れと怒りに関する内面の葛藤にもっと焦点を当てていたら、興味深い映画になっていただろう」と評して、5つ星のうち2つを与えた。
『バラエティ』誌は「地球外の種族が人類を圧倒しようとする様子を、独創的すぎるとまでは言わないにしても、魅力的に描いた迫力ある SFアクション映画です」と好評価した。同誌はシルのクリーチャーに、同じギーガーがデザインした『エイリアン』との類似点を指摘しつつも「ドナルドソンのハイスピードな演出、リチャード・エドランドとスティーヴ・ジョンソンの贅沢な特殊効果、そしてアンジェイ・バートコウィアクの撮影のおかげで効果的なスリルをあげ、すべての観客を魅了するアクションとサスペンスを届けている」と結んだ。
マイケル・マドセンは2009年のインタビューで、これまで自分が参加した作品で良いと思えた映画として、『テルマ&ルイーズ』、『レザボア・ドッグス』、『キル・ビル』などと並んで『スピーシーズ』のタイトルを挙げた（このインタビュー中に「『スピーシーズ2』はクソだった」とも話している）。

## ノベライズ
女性作家のイヴォンヌ・ナヴァロは、デニス・フェルドマンの脚本をもとに『スピーシーズ』の小説版を手がけ、1995年6月1日にアメリカのバンタム・ブックスから発売された。このノベライズは映画で描かれなかったいくつかのことに言及している。例として、宇宙から発信された異星人のメッセージは、発信元を隠すために複数のブラックホールを経由して送り届けられたことや、軍の脱走兵を追跡した傭兵時代のプレスの過去などだ。シルは匂いを視覚で感じることが可能で、ガスは黒く見え、食品類はピンク色に見え、遺伝子に異常を持つ交尾相手は緑色の煙を発して見える。これによりシルが不健康な男性とのセックスを拒んだ理由付けになっている。

## 備考
『スピーシーズX 美しき寄生獣』（Decoys）、『スピーシーズXX 寄生獣の誘惑』（Decoys 2: Alien Seduction）、『スピーシーズXXX 寄生獣の甘い罠』（Candy Stripers）といった作品も存在するが、シリーズとは無関係。